# Damdiny Süchbaatar
Damdiny Süchbaatar (1893–1923), även känd som Suche-Bator och Sukhbaatar, var en mongolisk militär och nationalhjälte som ledde den mongoliska revolutionen 1921. Han hette egentligen Süch, "yxa" på mongoliska, men fick senare hederstillägget baatar, vilket betyder "hjälte". Han brukar ibland kallas "Mongoliets Lenin".
Süchbaatar ledde de framgångsrika mongoliska styrkorna mot den kinesiska invasionen 1919. Süchbaatar besegrade även den tsartrogne ryske befälhavaren Roman von Ungern-Sternberg. Han var gift med Süchbaataryn Jandzjmaa, som senare var en viktig person inom det mongoliska kommunistpartiet och som blev president 1953. Süchbaatar har gett namn till en stad i norra Mongoliet samt en provins i östra.
Sukhbaatars balsamerade kropp påstås vila i det lilla mausoleet framför regeringsbyggnaden i centrala Ulaanbataar.